# Santa Maria del Buon Consiglio
Santa Maria del Buon Consiglio é uma igreja de Roma, Itália, localizada no rione Monti, na via del Buon Consiglio perto do cruzamento com a via del Cardello. É dedicada a Nossa Senhora do Bom Conselho.

## História
Esta igreja, conhecida antigamente como San Pantaleo ai Tre Forni ("São Pantaleão nos Três Fornos") ou, depois de 1587, com San Biagio ai Monti  ("São Brás em Monti"), quando uma igreja com este nome foi demolida, aparentemente remonta ao século XII: na realidade, segundo o relato de Armellini, atrás do altar havia uma laje de mármore com uma inscrição que comemorava a consagração do altar na época do papa Pascoal II, em 1113. Huelsen faz referência a uma outra inscrição, perdida, segundo a qual o papa Alexandre III, de 23 de dezembro de 1260, confirma a dedicação feita por Pascoal II e a nomeação desta igreja para o título de "Sancti Pantaleonis in tribus Fornis".
Segundo a tradição, nesta foi escondido o corpo do mártir São Pantaleão quando seus restos foram levados de Nicomédia para Roma. A igreja foi servida pelos monges basilianos de Grottaferrata até 1635, quando passou para o clero secular. Em 1748, ela foi concedida pelo papa Bento XIV à Arquiconfraria de Nossa Senhora do Bom Conselho (Arciconfraternita della Beata Vergine del Buon Consiglio) e seu nome foi alterado para o atual.
Atualmente a igreja continua sob os cuidados da arquiconfraria e é também a sede da Associação comboniana Servizio Emigranti e Profughi ("Serviço para os Emigrantes e Refugiados").
Em Roma há uma outra igreja com o mesmo nome no quartiere Tuscolano, paróquia desde 1919.